# Pazár Sándor
Pazár Sándor (Budapest, 1933. szeptember 29. – 2021. január 6.) magyar sportvezető, a Budapesti Spartacus korábbi elnöke.

## Életpályája
Pazár Sándor 1967-től 1971-ig  a Bp. Spartacus elnöke volt. A fővárosi klub a fénykorában több mint húsz szakosztályt működtetett, ezek közül a legeredményesebbek az úszók voltak - itt készült Egerszegi Krisztina is -, de vízilabdában, asztaliteniszben, birkózásban, kajak-kenuban, sakkban és teniszben is voltak kiemelkedő sportolói. Az egyesület több olimpiai és világbajnokot, érmest nevelt.
A SOSZ korábbi alelnöke volt; a Bp. Spartacus képviseletében 1989-ben részt vett a SOSZ megalapításában.
Pazár a nyolcvanas évektől 2005-ig a MOB tagja volt,  majd haláláig a MOB tiszteletbeli tagja.
87 éves korában hunyt el.

## Díjai, elismerései
- MOB Érdemérem (1996)

## Szervezeti tagságai
- a Sportegyesületek Országos Szövetsége (SOSZ) alelnöke,
- a Magyar Olimpiai Bizottság (MOB) tiszteletbeli tagja

## Könyve
Pazár Sándor: Budapesti Spartacus 1952-2013 (Pannónia Nyomda Kft, 2021) 